# Марковац (Младеновац)
Марковац је насеље у Србији у општини Младеновац у граду Београду. Удаљено је 7 km од Младеновца на путу за Тополу и Аранђеловац познато по вештачком језеру (Марковачко језеро), по засеоку Црквине на чијој територији је умро деспот Стефан Лазаревић и Карађорђевом бунару у Бељевцу.
Овде се налази Запис храст код цркве.

## Карађорђев бунар
У засеоку Бељевац се налази бунар, за који се верује да га је ископао Карађорђе. Становници засеока дошли су из околине Сјенице за време Првог српског устанка. Они су потомци Шумадинаца који су после смрти деспота Стефана Лазаревића уточиште нашли на Дурмитору, а одатле су због освете потурица, који су неколико села потурчили, отишли према Сјеници. За време битке за Сјеницу у Првом српском устанку помогли су Карађорђу, a он их је затим, после неколико стотина година, поново вратио у Шумадију.

## Марковачко језеро
Марковачко језеро, удаљено је 6 km јужно од Младеновца, на регионалном путу Р-202 Младеновац — Аранђеловац, Топола. Настало је изградњом бране на речици Кошарној, 1969. године. Дуго је скоро 1 km, до 500 м широко и око 10 м дубоко. Језеро настањују шаран, амур, сом, смуђ, штука, толстолобик, бабушка, бодорка, деверика, кауглер, сунчица, бандар, златни караш. У приобаљу се налазе дивље патке, велики гњурац, бела и сива чапља, црна лиса, а у околним шумама зец, фазан и препелица.
На Марковачкм језеру планирана је градња центара за скијања на води и камп за децу.

## Спомен обележје у Црквинама
У засеоку Црквине, у порти храма Светог пророка Илије, налази се Споменик деспоту Стефану Лазаревићу из 1427. године у форми стуба од углачаног белог венчачког мермера, висине 1,86 m, ширине 0,68 m и дебљине 0,26 m са средњовековним натписом о смрти деспота Стефана Лазаревића. Главни натпис писан је калиграфски на западној површини, испод урезаног трокраког крста. Текст натписа поклапа се са биографијом који наводи Константин Филозоф у Житијма деспота Стефана Лазаревића. У натпису се, такође, помињу области којима је деспот за живота владао, време његове владавине и смрти. Споменик је подигао Ђурађ Зубровић, властелин из области којој је припадао заселак.

## Демографија
Према попису из 2022. било је 587 становника (према попису из 1991. било је 689 становника).
У насељу Марковац живи 527 пунолетних становника, а просечна старост становништва износи 39,6 година (38,3 код мушкараца и 40,8 код жена). У насељу има 173 домаћинства, а просечан број чланова по домаћинству је 3,90.
Ово насеље је великим делом насељено Србима (према попису из 2002. године), а у последња три пописа, примећен је пад у броју становника.
|  |

| Демографија | Демографија | Демографија |
| Година      | Становника  | Становника  |
| ----------- | ----------- | ----------- |
| 1948.       | 702         |             |
| 1953.       | 737         |             |
| 1961.       | 728         |             |
| 1971.       | 668         |             |
| 1981.       | 693         |             |
| 1991.       | 689         | 680         |
| 2002.       | 674         | 694         |

| Етнички састав према попису из 2002.‍ | Етнички састав према попису из 2002.‍ | Етнички састав према попису из 2002.‍ | Етнички састав према попису из 2002.‍ | Етнички састав према попису из 2002.‍ |
| ------------------------------------ | ------------------------------------ | ------------------------------------ | ------------------------------------ | ------------------------------------ |
|                                      |                                      |                                      |                                      |                                      |
| Срби                                 | Срби                                 |                                      | 663                                  | 98,36%                               |
| Мађари                               | Мађари                               |                                      | 4                                    | 0,59%                                |
| Југословени                          | Југословени                          |                                      | 2                                    | 0,29%                                |
| непознато                            | непознато                            |                                      | 4                                    | 0,59%                                |

| Година пописа     | 1948. | 1953. | 1961. | 1971. | 1981. | 1991. | 2002. |
| ----------------- | ----- | ----- | ----- | ----- | ----- | ----- | ----- |
| Број домаћинстава | 134   | 144   | 157   | 154   | 154   | 160   | 173   |

| Број чланова      | 1  | 2  | 3  | 4  | 5  | 6  | 7  | 8 | 9 | 10 и више | Просек |
| ----------------- | -- | -- | -- | -- | -- | -- | -- | - | - | --------- | ------ |
| Број домаћинстава | 23 | 32 | 20 | 29 | 28 | 24 | 10 | 6 | 1 | 0         | 3,90   |

| Пол    | Укупно | Неожењен/Неудата | Ожењен/Удата | Удовац/Удовица | Разведен/Разведена | Непознато |
| ------ | ------ | ---------------- | ------------ | -------------- | ------------------ | --------- |
| Мушки  | 270    | 65               | 180          | 16             | 9                  | 0         |
| Женски | 278    | 43               | 181          | 50             | 4                  | 0         |
| УКУПНО | 548    | 108              | 361          | 66             | 13                 | 0         |

| Пол    | Укупно                    | Пољопривреда, лов и шумарство | Рибарство                            | Вађење руде и камена | Прерађивачка индустрија       |
| ------ | ------------------------- | ----------------------------- | ------------------------------------ | -------------------- | ----------------------------- |
| Мушки  | 155                       | 51                            | 0                                    | 0                    | 58                            |
| Женски | 89                        | 42                            | 0                                    | 0                    | 17                            |
| УКУПНО | 244                       | 93                            | 0                                    | 0                    | 75                            |
| Пол    | Производња и снабдевање   | Грађевинарство                | Трговина                             | Хотели и ресторани   | Саобраћај, складиштење и везе |
| Мушки  | 4                         | 2                             | 7                                    | 1                    | 22                            |
| Женски | 1                         | 0                             | 13                                   | 0                    | 2                             |
| УКУПНО | 5                         | 2                             | 20                                   | 1                    | 24                            |
| Пол    | Финансијско посредовање   | Некретнине                    | Државна управа и одбрана             | Образовање           | Здравствени и социјални рад   |
| Мушки  | 0                         | 2                             | 5                                    | 0                    | 1                             |
| Женски | 0                         | 2                             | 0                                    | 3                    | 7                             |
| УКУПНО | 0                         | 4                             | 5                                    | 3                    | 8                             |
| Пол    | Остале услужне активности | Приватна домаћинства          | Екстериторијалне организације и тела | Непознато            | Непознато                     |
| Мушки  | 1                         | 0                             | 0                                    | 1                    | 1                             |
| Женски | 1                         | 0                             | 0                                    | 1                    | 1                             |
| УКУПНО | 2                         | 0                             | 0                                    | 2                    | 2                             |